# Porto dell'Acquasanta
Il Porto dell'Acquasanta è un porto turistico di Palermo.

## Localizzazione
Il porto si trova alle falde di Monte Pellegrino nel quartiere Montepellegrino (Palermo), è costruito su una piccola insenatura tra alte pareti rocciose, proprio a fianco del Porto di Palermo e a poche decine di metri dal Porto dell'Arenella.

## Origini e configurazione attuale
In origine il porto era di uso esclusivo dei pescatori del quartiere. Alla fine del XVIII secolo per volede di don Giuseppe Gioeni, duca D'Angiò, vi fu costruito un edificio a forma di nave, con lo scopo di addestrare giovani orfani alla vita in mare, dando loro una prospettiva lavorativa. Nell'Ottocento parte del porticciolo venne utilizzato dall'Hotel Villa Igiea, i proprietari del quale avevano costruito un accesso privato che assicurava così un facile approdo per i clienti dotati di imbarcazioni.
La situazione cambia radicalmente negli anni ottanta quando la sete di approdi turistici invade la città e il porto viene così trasformato completamente. Attualmente è uno dei porti turistici più moderni della città.